# Bill Duthie Booksellers’ Choice Award
Der Bill Duthie Booksellers’ Choice Award ist ein seit 1985 bestehender kanadischer Literaturpreis, der zu den BC Book Prizes gehört und für das beste Buch mit Hinblick auf sein öffentliches Interesse, seiner Grundidee, dem Design, der Produktionsqualität und seines Inhalts („best book in terms of public appeal, initiative, design, production and content.“) verliehen wird.
Die Kandidaten müssen keine kanadischen Staatsbürger sein, sondern mindestens drei der letzten fünf Jahre in British Columbia oder dem Gebiet des Yukon gewohnt haben. Ihre Werke können in anderen Regionen oder Ländern veröffentlicht worden sein. Im Unterschied zu den anderen Preisen der BC Book Prices wird der Bill Duthie Booksellers’ Choice Award – wie der Name bereits andeutet – nicht von einer Jury entschieden, sondern ergibt sich durch ein Votum des Buchhandels, indem ein Wahlzettel der Buchhandlungen in British Columbia den jeweiligen Gewinner auswählt. Den Preis teilen sich gewissermaßen der herausgebende Buchverlag und der Autor. Wie alle anderen Preise der BC Book Prices wird er jährlich bei der Lieutenant Governor’s BC Book Prize Gala im April ausgezeichnet.
Der Preis ehrt das Andenken des Verlegers Bill Duthie, der Duthie’s Books 1957 gründete. Die Auszeichnung gehört zu den ursprünglich nur vier Preiskategorien der BC Book Prizes und lautet ursprünglich BC Booksellers’ Choice Award in Honour of Bill Duthie. 2010 entschied man sich die Benennung analog zu den anderen Preisen zu vereinfachen.

## Gewinner und Nominierte

### 1985
- Islands Protection Society – Islands at the Edge (Douglas & McIntyre)
- Hilary Stewart – Cedar (Douglas & McIntyre)
- John Edwards – The Roman Cookery of Apicius (Hartley & Marks)

### 1986
- Cameron Young et al. – The Forests of British Columbia (Whitecap Books)
- John Adams and Becky Thomas – Floating Schools and Frozen Inkwells   (Harbour Publishing)
- Philip Hersee – Vancouver: Touch The Magic (self–published)

### 1987
- Doris Shadbolt – Bill Reid (Douglas & McIntyre)
- Philip Croft – Nature Diary of a Quiet Pedestrian  (Harbour Publishing)
- Ruth Kirk – Wisdom of the Elders (Douglas & McIntyre)

### 1988
- Hilary Stewart – The Adventures and Sufferings of John R. Jewitt (Douglas & McIntyre)
- Rick Hansen, Jim Taylor – Rick Hansen: Man In Motion (Douglas & McIntyre)
- Howard White, Jim Spilsbury – Spilsbury’s Coast  (Harbour Publishing)

### 1989
- Michael M'Gonigle, Wendy Wickwire – Stein: The Way of the River (Talonbooks)
- Bruce Hutchison – A Life In The Country  (Douglas & McIntyre)
- Joe Garner – Never Chop Your Rope (Cinnabar Press)

### 1990
- Western Canada Wilderness Committee – Carmanah (Western Canada Wilderness Committee)
- Paul St. Pierre – Chilcotin & Beyond (Douglas & McIntyre)
- Bob Herger, Rosemary Neering – The Coast Of British Columbia (Whitecap Books)

### 1991
- Michael Kluckner – Vanishing Vancouver (Whitecap Books)
- Jim Spilsbury – Spilsbury’s Album (Harbour Publishing)
- Jack Webster – Webster! (Douglas & McIntyre)

### 1992
- Robert Bringhurst und Ulli Steltzer (Fotografie) – The Black Canoe: Bill Reid and the Spirit of Hakla Gwaii (Douglas & McIntyre)
- Liv Kennedy – Coastal Villages (Harbour Publishing)
- Bruce Obee, Tim Fitzharris – Coastal Wildlife of British Columbia (Whitecap Books)

### 1993
- Nick Bantock – Sabine's Notebook (Chronicle Books)
- Terry Glavin und die Nemiah Valley Peoples – Nemiah: The Unconquered Country (New Star Books)
- Bruce MacDonald – Vancouver: A Visual History (Talonbooks)

### 1994
- Alan Haig–Brown – Fishing for a Living (Harbour Publishing)
- Diane Swanson – The Emerald Sea (Whitecap Books)
- Clayton Mack – Grizzlies & White Guys (Harbour Publishing)

### 1995
- Robert Davidson, Ulli Steltzer – Eagle Transforming (Douglas & McIntyre)
- Tom Henry – The Good Company (Harbour Publishing)
- Rosalind MacPhee – Picasso’s Women (Douglas & McIntyre)

### 1996
- Bill Richardson – Bachelor Brothers' Bed and Breakfast Pillow Book (Douglas & McIntyre)
- Candace Savage – Bird Brains: The Intelligence of Crows, Ravens, Magpies, and Jays (Greystone Books)
- Ken Drushka – HR: A Biography of H. R. MacMillan (Harbour Publishing)

### 1997
- Richard Cannings, Sydney Cannings – British Columbia: A Natural History (Greystone Books)
- Bruce Obee – Over Beautiful British Columbia: An Aerial Adventure (Beautiful British Columbia Magazine)
- Maria Coffey – Sailing Back in Time (Whitecap Books)

### 1998
- Ian McAllister, Karen McAllister, Cameron Young – The Great Bear Rainforest (Harbour Publishing)
- Keith Keller – Dangerous Waters (Harbour Publishing)
- Ian Gill – Haida Gwaii (Raincoast Books)

### 1999
- Tom Henry – Westcoasters: Boats that Built BC (Harbour Publishing)
- Wade Davis – The Clouded Leopard (Douglas & McIntyre)
- Chris Jaksa, Lynn Tanod – Guiding Lights: BC’s Lighthouses and their Keepers (Harbour Publishing)

### 2000
- Derek Hayes – Historical Atlas of British Columbia and the Pacific Northwest (Douglas & McIntyre)
- Faith Moosang – First Son: Portraits by C. D. Hoy (Arsenal Pulp/Presentation House Gallery)
- Lilia D'Acres, Don Luxton – Lions Gate (Talonbooks)
- John Baldwin – Mountains of the Coast (Harbour Publishing)
- Kenneth Macrae Leighton – Oar & Sail: An Odyssey of the West Coast (Creekstone Press)

### 2001
- Dan Francis – The Encyclopedia of British Columbia (Harbour Publishing)
- Patricia Van Tighem – The Bear’s Embrace (Anchor)
- Douglas Coupland – City of Glass (Douglas & McIntyre)
- Terry Glavin – The Last Great Sea (Greystone Books)
- Rosemary Neering – Wild West Women (Whitecap Books)

### 2002
- Terry Reksten – Illustrated History of BC (Douglas & McIntyre)
- Will Ferguson, Ian Ferguson – How to Be a Canadian (Douglas & McIntyre)
- Wade Davis  – Light at the Edge of the World (Douglas & McIntyre)
- Rick Blacklaws, Diana French – Ranchland (Harbour Publishing)
- Keith Thor Carlson, Colin Duffield, Albert (Sonny) McHalsie, Jan Perrier, Leeanna Lynn Rhodes, David M. Schaepe und David Smith – A Stó:lo–Coast Salish Historical Atlas (Douglas & McIntyre / University of Washington Press / Stó:lo Heritage Trust)

### 2003
- Robb Douglas, Peter A. Robson, Betty Keller – Skookum Tugs: British Columbia's Working Tugboats (Harbour Publishing)
- Bill Richardson  – Dear Sad Goat (Douglas & McIntyre)
- Ian Thom  – E. J. Hughes (Douglas & McIntyre)
- Derek Hayes  – Historical Atlas of Canada (Douglas & McIntyre)
- Alison Watt  – The Last Island: A Naturalist’s Sojourn on Triangle Island (Harbour Publishing)

### 2004
- R. Samuel Bawif – The Secret Voyage of Sir Francis Drake, 1577–1580 (Douglas & McIntyre)
- Doreen Armitage – From the Wheelhouse: Tug Boaters Tell Their Own Stories (Harbour Publishing)
- Bill Proctor und Yvonne Maximchuk – Full Moon, Flood Tide: Bill Proctor’s Raincoast(Harbour Publishing)
- David Nunuk  – Natural Light: Visions of British Columbia (Harbour Publishing)
- Andrew Scott – Painter, Paddler: The Art and Adventures of Stewart Marshall (TouchWood Editions)

### 2005
- Harvey Thommasen, Kevin Hutchings, R. Wayne Campbell, Mark Hume – Birds of the Raincoast: Habits and Habitat (Harbour Publishing)
- Anny Scoones – Home: Tales of a Heritage Farm (Hedgerow Press)
- Stephen Hume – Raincoast Chronicles 20: Lilies and Fireweed: Frontier Women of British Columbia (Harbour Publishing)
- Douglas Coupland – Souvenir of Canada 2 (Douglas & McIntyre)
- David Suzuki und Wayne Grady – Tree: A Life Story (Greystone Books)

### 2006
- James P. Delgado – Waterfront: The Illustrated Maritime Story of Greater Vancouver (Stanton Atkins & Dosil Publishers)
- Sheila Harrington, Judith Stevenson, and Kathy Dunster – Islands in the Salish Sea: A Community Atlas (TouchWood Editions)
- Andy Lamb, Bernard Hanby – Marine Life of the Pacific Northwest (Harbour Publishing)
- Douglas Coupland – Terry (Douglas & McIntyre)
- Juri Peepre and Sarah Locke – Three Rivers: The Yukon’s Great Boreal Wilderness (Harbour Publishing)

### 2007
- David Suzuki – David Suzuki: The Autobiography  (Greystone Books)
- Lynne Van Luven (Herausgeber) – Nobody’s Mother: Life Without Kids (TouchWood Editions)
- Daina Augaitus, Lucille Bell, Nika Collison, Vince Collison, Robert Davidson, Jacqueline Gijssen, Guujaw, Marianne Jones, Peter Macnair, Bill Reid, Isabel Rorick, Michael Nicoll Yahgulanaas, Don Yoemans – Raven Travelling: Two Centuries of Haida Art (Douglas & McIntyre)
- Michael Kluckner – Vancouver Remembered (Whitecap Books)
- Sylvia Olsen – Yetsa’s Sweater (Sono Nis Press)

### 2008
- Ian McAllister – The Last Wild Wolves: Ghosts of the Great Bear Rainforest (Greystone Books)
- Mike McCardell – The Blue Flames that Keep Us Warm: Mike McCardell’s Favourite Stories (Harbour Publishing)
- Grant Arnold, Michael Turner – Fred Herzog: Vancouver Photographs (Douglas & McIntyre)
- Ishmael Beah  – A Long Way Gone: Memoirs of a Boy Soldier (Douglas & McIntyre)
- Chris Harris – Spirit In the Grass: The Cariboo Chilcotin’s Forgotten Landscape (Country Light Publishing)

### 2009
- Stephen R. Bown –  Madness, Betrayal and the Lash: The Epic Voyage of Captain George Vancouver (Douglas & McIntyre)
- Jean Barman –  British Columbia: Spirit of the People (Harbour Publishing)
- Michael Nicoll Yahgulanaas –  Flight of the Hummingbird: A Parable for the Environment (Greystone Books)
- Cathy Converse –  Following the Curve of Time: The Legendary M. Wylie Blanchet (TouchWood Editions)
- Andrew Nikiforuk –  Tar Sands: Dirty Oil and the Future of a Continent  (Greystone Books)

### 2010
- Brian Brett – Trauma Farm: A Rebel History of Rural Life (Greystone Books)
- Andrew Scott –  Encyclopedia of Raincoast Place Names: A Complete Reference to Coastal British Columbia (Harbour Publishing)
- Dal Richards und Jim Taylor – One More Time: The Dal Richards Story (Harbour Publishing)
- Michael Nicoll Yahgulanaas – Red: A Haida Manga (Douglas & McIntyre)
- Masako Fukawa, Stanley Fukawa – Spirit of the Nikkei Fleet: BC’s Japanese Canadian Fishermen (Harbour Publishing)

### 2011
- Grant Lawrence – Adventures in Solitude: What Not to Wear to a Nude Potluck and Other Stories from Desolation Sound (Harbour Publishing)
- Zsuzsi Gartner (Hrsg.) – Darwin’s Bastards: Astounding Tales from Tomorrow (Douglas & McIntyre)
- Ross King – Defiant Spirits: The Modernist Revolution of the Group of Seven (Douglas & McIntyre, McMichael Canadian Art Collection)
- Gary Kent – Fishing with Gubby  (Harbour Publishing)
- Robert Budd – Voices of British Columbia: Stories from Our Frontier (Harbour Publishing)

### 2012
- Chuck Davis – The Chuck Davis History of Metropolitan Vancouver (Harbour Publishing)
- Charlotte Gill – Eating Dirt (Greystone Books in partnership with the David Suzuki Foundation)
- Fred Herzog – Fred Herzog: Photographs (Douglas & McIntyre Publishers Inc.)
- Gary Hynes – Island Wineries of British Columbia (TouchWood Editions)
- Robert J. Wiersema – Walk Like a Man: Coming of Age with the Music of Bruce Springsteen (Greystone Books)

### 2013
- Shelley Fralic, mit Unterstützung von Kate Bird – Making Headlines: 100 Years of The Vancouver Sun (The Vancouver Sun)[2]
- Jackson Davies und Marc Strange – Bruno and the Beach: The Beachcombers at 40 (Harbour Publishing)
- Daniel Francis – Trucking in British Columbia: An Illustrated History (Harbour Publishing)
- Derek Hayes – British Columbia: A New Historical Atlas (Douglas & McIntyre)
- Harold Kalman und Robin Ward – Exploring Vancouver: The Architectural Guide (Douglas & McIntyre)

### 2014
- Grant Lawrence – The Lonely End of the Rink: Confessions of a Reluctant Goalie (Douglas & McIntyre)[3]
- Jesse Donaldson – This Day in Vancouver (Anvil Press)
- Michael Layland – The Land of Heart’s Delight: Early Maps and Charts of Vancouver Island (TouchWood Editions)
- Roy Henry Vickers and Robert Budd – Raven Brings the Light (Harbour Publishing)
- Paula Wild – The Cougar: Beautiful, Wild and Dangerous (Douglas & McIntyre)

### 2015
- Aaron Chapman – Live at the Commodore: The Story of Vancouver's Historic Commodore Ballroom (Arsenal Pulp Press)[4]
- Roy Henry Vickers and Robert Budd – Cloudwalker (Harbour Publishing)
- Alicia Priest – A Rock Fell on the Moon: Dad and the Great Yukon Silver Ore Heist (Harbour Publishing)
- Richard Beamish and Gordon McFarlane (eds) – The Sea Among Us: The Amazing Strait of Georgia (Harbour Publishing)
- Lisa Ahier with Andrew Morrison – The Sobo Cookbook: Recipes from the Tofino Restaurant at the End of the Canadian Road (Appetite by Random House)

### 2016
- Susan Musgrave – A Taste of Haida Gwaii: Food Gathering and Feasting at the Edge of the World (Whitecap Books)

### 2017
- Richard Wagamese – Embers: One Ojibway’s Meditations (Douglas & McIntyre) (postum)

### 2018
- Pat Carney – On Island: Life Among the Coast Dwellers (TouchWood Editions)